# Acidiella ambigua
Acidiella ambigua är en tvåvingeart som först beskrevs av Tokuichi Shiraki 1933.  Acidiella ambigua ingår i släktet Acidiella och familjen borrflugor.
Artens utbredningsområde är Taiwan. Inga underarter finns listade i Catalogue of Life.